# Bertrand d'Astorg
 (mai 2018).
Pour les articles homonymes, voir Astorg.
Bertrand d'Astorg, membre de la famille d'Astorg, est un écrivain et poète français né à Pau le 7 novembre 1913 et décédé le 21 octobre 1988.

## Biographie
On sait de Bertrand d'Astorg qu'il participa, de 1940 à 1942, à l'École des cadres d'Uriage, un organisme basé au château d'Uriage, ayant pour but de former la future élite du gouvernement de Vichy. Il y fut membre du bureau d'études, chargé de la formation des stagiaires, au côté notamment de Hubert Beuve-Méry, le fondateur du journal Le Monde, ou encore d'André Voisin, futur leader du mouvement fédéraliste européen.
D'une voix grave et lente, tantôt en vers classiques, tantôt en longues laisses de vers libres, il chante les travaux et les jours, les paysages aux lignes charnelles, le corps féminin, les camarades qu'il perdit dans les combats. Il y a du Peguy, du Supervielle et du Claudel dans ses Quatre Elegies de printemps suivies d'une elegie d'automne et dans D'amour et d'amitie (1953). Prosateur, Bertrand d'Astorg a écrit un bel essai poétique inspiré par la Dame à la licorne, et plusieurs autres livres, notamment Introduction au monde de la terreur et Aspects de la littérature européenne depuis 1945.
Il fut membre du Comite directeur de la revue Esprit aux côtés d'Emmanuel Mounier.

## Œuvres
- Introduction au monde de la Terreur, 1945.
- Aspects de la littérature européenne depuis 1945, 1952.
- D’amour et d'amitié : poèmes 1934-1952, 1953.
- Le Mythe de la dame à la licorne, 1963.
- Un retour imprévu du Cosmos, ou l’Ange et le sauvage (pièce radiophonique), 1966.
- La Jeune Fille et l'Astronaute, 1966, prix Alfred-Née de l’Académie française en 1967.
- Trois Fois sur un rivage, 1969,  prix Claire-Virenque de l’Académie française en 1970.
- Les Noces orientales : essai sur quelques formes féminines dans l’imaginaire occidental, 1980, prix de l'essai de l’Académie française.
- Exercices, 1982.
- Variations sur l’interdit majeur : littérature et inceste en Occident, 1990.

## Pour approfondir